# Rigatoni con la pajata
Les rigatoni con la pajata (dialecte romanesco ; italien standard : rigatoni con la pagliata ; prononcé : [riɡaˈtoːni kon la paʎˈʎaːta]) sont un plat classique de la cuisine romaine. On peut trouver ce plat dans certaines trattorias traditionnelles de Rome.

## Caractéristiques
Pajata est le terme qui désigne les intestins d'un veau non sevré, c'est-à-dire nourri uniquement du lait de sa mère. Les intestins sont nettoyés et dépouillés, mais le chyme reste à l'intérieur. Ensuite, l'intestin est coupé en morceaux de 20 à 25 cm de long, qui sont liés entre eux par un fil blanc, formant ainsi des anneaux. Lors de la cuisson, la combinaison de la chaleur et de l'enzyme présure des intestins coagule le chyme et crée une sorte de sauce épaisse, crémeuse, semblable à du fromage. Ces anneaux peuvent être servis simplement assaisonnés et grillés (pajata arrosto) ou dans le plat traditionnel romain dans lequel la pajata est mijotée dans une sauce tomate typique et servie avec des rigatoni.